# 聖ポルフィリウス教会空爆
2023年10月19日、イスラエル空軍の空爆により、ガザ市にあるギリシャ正教の教会、聖ポルフィリウス教会の建物が攻撃され、そこに避難していたガザ地区のキリスト教徒とイスラム教徒のパレスチナ人住民約450人と共にいた、少なくとも18人のパレスチナ市民が死亡した。
イスラエル軍は、この爆発は空爆によるもので、近辺のハマースのロケット弾・迫撃砲の発射指揮所を狙ったものであると主張している。空爆は教会の外壁に損傷を与え、教会に属する隣接した建物の倒壊もあった。負傷したパレスチナ人数名は病院に搬送された。

## 背景
ギリシャ正教会の聖ポルフィリウス教会はガザ旧市街のザイトゥーン地区にあり、395年から420年までガザで司教を務めた聖ポルフィリウスの墓がある。この教会は、2014年7月のイスラエル国防軍 (IDF) によるガザ地区への空爆作戦でも被害を受け、イスラエル国防軍の戦車の砲弾によって貯水タンクが破壊され、隣接する家も被害を受けた。2014年の砲撃中、教会はガザ市民に避難場所を提供し、中庭でラマダーンの祈りを捧げていた。

## 空爆
空爆前に2023年パレスチナ・イスラエル戦争によりパレスチナ当局は、少なくとも500人のイスラム教徒とキリスト教徒がIDFの爆撃から教会に避難していると述べた。地域住民の証言によると、2階建ての建物には約100人が避難しており、団地全体では約400人が避難しているということであった。イスラエル国防軍は当初の声明で、ハマースがイスラエル攻撃に使用していた、近くの司令部にイスラエルの戦闘機が攻撃を行ったと述べた。
その後空爆後の教会のビデオ映像が公開され、若い負傷した少年が瓦礫の中から運ばれている様子が映っていた。公開された別の動画には、建物の瓦礫の中を捜索する人々の姿が映っている。

## 死傷者
この空爆で少なくとも18人のパレスチナ人が死亡した。因みに、生存者のほとんどは高層階にいたが、下層階にいた人々は死亡したと、民間防衛隊員が報告している。

## 反応
エルサレム・ギリシャ正教総主教庁は、この攻撃を戦争犯罪として強く非難し、イスラエル軍が教会や市民の避難所を標的にしたと非難した。
ジャスティン・アマッシュ元米下院議員は、空爆で親族数名が死亡したと発表した。
ローマ教皇フランシスコは、戦闘の終結、ガザへの人道支援、ハマスが拘束している人質の解放を求める中で、この攻撃に言及した。